# Свентокшиские проповеди

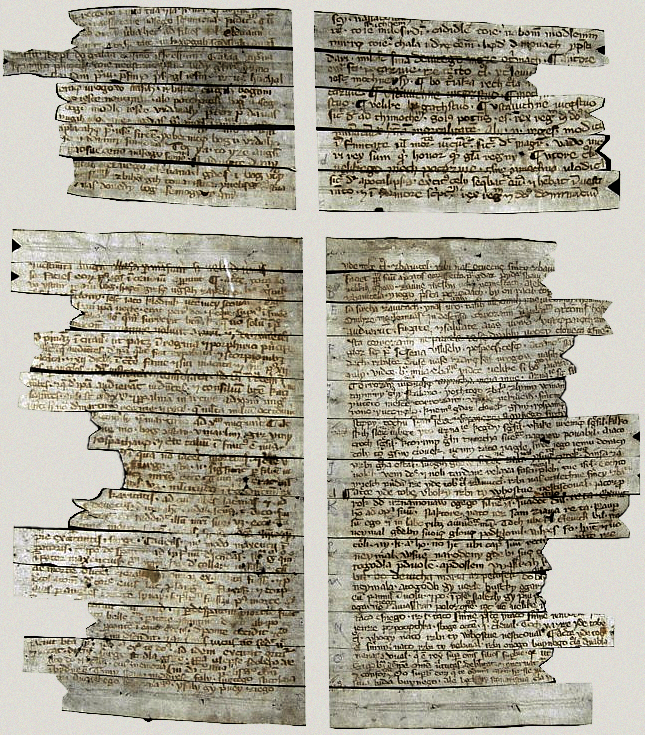
Свентокшиские проповеди

Свентокши́ские про́поведи (иногда также Свентокжижские или даже Свенто-кржижские, пол. Kazania świętokrzyskie) — польский средневековый памятник письменности, созданный, предположительно, в конце XIII или начале XIV века. Этот текст считается самым старым прозаическим текстом на древнепольском языке. Документ был найден Александром Брюкнером в 1890-м г. в переплёте латинского кодекса XV-го века, содержащего Деяния апостолов и Апокалипсис. Текст был назван так по месту, где он, по мнению учёного, нашедшего его, был создан: книга, в которой он сохранился, была собственностью библиотеки монастыря бенедиктинцев на Лысой горе в Свентокшиских горах. Горы получили своё название от словосочетания święty krzyż — «святой крест».

## История памятника

### Датирование
Когда были написаны Свентокшиские проповеди, точно неизвестно. Большинство учёных полагает, что сохранившийся текст был записан в XIV веке, но при этом является копией значительно более старого оригинала, создание которого датируется концом XIII или началом XIV века. Однако часть учёных считает, что сохранившийся текст и есть оригинал.

### Происхождение
История происхождения Свентокшиских проповедей доподлинно неизвестна. Брюкнер на основании библиотечной записи установил, что в Варшаву памятник попал из библиотеки монастыря в  Свентокшиских горах, из чего он сделал вывод, что именно там этот памятник и был создан. Сейчас эта гипотеза поставлена под сомнение — Владислав Семкович открыл, что кодекс, уже с пергаментными полосками, попал в монастырь бенедиктинцев из монастыря Ордена Святого Гроба Господня в Лежайске около 1459 г., в качестве пополнения библиотечного собрания, уменьшившегося из-за пожара. Однако известно, что и Лежайск не был местом создания памятника — кодекс оказался там уже с пергаментными полосками в переплёте. Результаты лингвистического анализа, проведённого С. Урбаньчиком и В. Семковичем, свидетельствуют в пользу того, что текст был написан, по всей видимости, в Малой Польше. Исследователи полагают, что это могло произойти в Мехуве — тамошний монастырь славился высоким уровнем проповедей (в том числе на польском языке) и богатой библиотекой, кроме того, он был связан с собранием Лежайске, в которое мог передать кодекс. Однако если верна гипотеза, датирующая появление проповедей XIII-м веком, они вряд ли могли быть созданы в Мехуве, поскольку в мехувском монастыре в то время в основном жили иностранцы (главным образом немцы и чехи), и поэтому неизвестно, жил ли там в конце XIII века человек, знавший польский язык настолько хорошо, чтобы создать такие сложные и искусные проповеди.

### История текста
Текст Свентокшиских проповедей был разрезан на полоски, которыми были оклеены шнурки, скрепляющие переплёт латинского кодекса, содержащего Деяния апостолов и Апокалипсис. Остальные, не дошедшие до нас части проповедей, по всей видимости, пошли на оклейку других книг. В то время это был популярный способ реставрации переплётов — пергамент был прочным и дорогим материалом, а потому его старались беречь и использовать многократно. Ненужные тексты на пергаменте использовались для реставрации более ценных экземпляров.
Александр Брюкнер нашёл проповеди 25 марта 1890 года в Императорской национальной библиотеке в Санкт-Петербурге, когда просматривал кодекс, попавший в эту библиотеку из собрания Варшавского университета, конфискованного после  польского восстания 1830 года. В переплёте тома учёный обнаружил 18 продолговатых полосок. Сложив их, он получил текст одной целой и отрывков пяти проповедей.
В 1925 году Свентокшиские проповеди вернулись в Польшу, где находились до 1939 года После войны текст попал в Канаду, откуда был вновь возвращён на родину.
Собранный Брюкнером текст сейчас находится в Национальной библиотеке Польши (шифр 8001). 15 полосок составляют один лист размером 117 на 173 мм, в то время, как оставшиеся три полоски составляют нижнюю часть второго листа.
В 2009 году под редакцией профессора Павла Стемпня (пол. Paweł Stępień) вышла книга «Свентокшиские проповеди. Новое издание, новые теории» (пол. Kazania świętokrzyskie. Nowa edycja, nowe propozycje badawcze), содержащая самую полную из опубликованных до сего дня версию текста.

## Содержание
Сохранившийся текст памятника содержит: полностью Проповедь на день св. Екатерины (25 ноября) и отрывки Проповеди на день св. Михаила (29 сентября), Проповеди на день св. Николая (6 декабря), Проповеди на день Рождества (24 декабря), Проповеди на праздник трёх волхвов (6 января), а также Проповеди на день очищения пресвятой девы Марии (2 февраля). Каждому из праздников соответствует теологическая проблема — Проповедь на день св. Михаила содержит рассуждения о ангелологии (в том числе обсуждение функций, исполняемых ангелами), Проповедь на день св. Екатерины построена на контрасте между грехом и праведностью (обсуждаются четыре группы грешников: сидящие, лежащие, спящие и умершие, а также проводится сопоставление между ними и фрагментами из жития святой), Рождество служит поводом для рассуждений о воплощении Христа, а день трёх волхвов — o Богоявлении (три волхва представлены символом действий человека по отношению к Богу, кроме того проводится противопоставление трёх земных царей с Иисусом, царём небесным).

## Композиция и стиль
Свентокшиские проповеди написаны в соответствии со средневековыми принципами ars dictandi и ars praedicandi, а также с правилами составления учёных проповедей (лат. sermones). Теоретические проблемы в проповедях делятся на составные части (обычно 3 или 4, как, например, в проповеди на день св. Екатерины). Количество элементов проповеди может соответствовать теме — проповедь об ангелах делится на 9 частей, рассказывающих о функциях небесных посланцев, а цифра 9 в Средневековье ассоциировалась с количеством ангельских хоров. Рассмотрение темы укладывается в логическую схему: утверждение — доказательство — вывод; проповеди содержат композиционные блоки, характерные для ars dictandi (вступление, тема, разделение (лат. divisio), расширение (лат. dilatatio), заключительное слово лат. peroratio и итог). Проза проповедей ритмизирована и зарифмована — составные части сложных предложений чаще всего имеют близкое количество слогов, а их окончания созвучны (например, Zawierne niczs jinego kromie człowieka grzesznego). Лексикон текстов довольно богат — автор избегал повторов путём использования многочисленных синонимов. В проповедях содержится много слов с абстрактным значением, что вместе с эрудированностью высказываний и преобладанием теоретических умозаключений по сравнению с повествованием и указывает на предназначенность проповедей для образованного слушателя.

## Лингвистическая характеристика

### Фонетика
Свентокшиские проповеди демонстрируют, что в польском языке к моменту их написания два древнепольских носовых гласных звука слились в одном, обозначаемом на письме буквой ø. Кроме того, памятник отражает переход мягких ť и ď в аффрикаты ć и dź (это отражается в написаниях типа zbauicel = zbawiciel, smircy = śmirci), однако, в силу орфографической традиции, встречается и передача этих звуков буквами t и d.

### Морфология
Латинские памятники, включающие отдельные польские глоссы (как, например, Гнезненская булла), предоставляют нам информацию, в основном, по существительному. В противовес этому, Свентокшиские проповеди содержат очень богатый материал по древнепольскому глаголу: перед читателем предстаёт довольно архаичная система времён, близкая праславянской. В тексте памятника представлены аорист и имперфект (по сути, Свентокшиские проповеди являются единственным древнепольским текстом, где эти времена представляют собой живые образования):
- videh (=widziech, праслав. *vidĕxъ) — я видел (имперфект);
- sedese (=siedziesze, праслав. *sĕdĕaše) — он сидел (имперфект);
- postaui (=postawi, праслав. *postavi) — он поставил (аорист);
- idehø (=idziechą, праслав. *jьdexǫ) — они пошли (аорист).

Третье лицо множественного числа аориста демонстрирует собственно польскую инновацию: замену праславянского окончания аориста окончанием имперфекта.
В третьем лице перфекта наблюдается колебание: встречаются как формы со вспомогательным глаголом (как в праславянском), так и без (как в современном языке): uslusal = usłuszał (совр. usłyszał), но sø uslisely = są usłyszeli (совр. usłyszeli).
В памятнике представлены три конкурирующие между собой формы 3-го лица ед. ч. глагола być: jest, являющуюся единственно возможной в современном языке, jeść (ср. рус. есть) и je (ср. чеш. je) укр. "є" .

### Лексика
Лексика Свентокшиских проповедей содержит большое число архаичных лексем, неизвестных современному польскому языку:
- wrzemię — «время» (совр. пол. czas);
- chociał — «хотел» (совр. пол. chciał);
- kłodnik — «узник» (совр. пол. więzień);
- kaki — «какой» (совр. пол. jaki);
- tet — «этот» (совр. пол. ten).